# 観音寺 (埼玉県伊奈町)
観音寺（かんのんじ）は、埼玉県北足立郡伊奈町にある真言宗智山派の寺院。

## 歴史
創建年代は不明である。ただ江戸時代後期の地誌『新編武蔵風土記稿』に記載されていること、埼玉県の地誌『武蔵国郡村誌』に文政年間（1818年 - 1831年）に慶観が中興したと記されていることから、その頃までには既に存在していたものと推測される。
大針地区の旧家が檀家になっている。境内には馬頭観音があり、かつては3月1日の縁日に馬を飼っていた人々が参詣していた。中には隣の南埼玉郡からも来ていたという。

## 交通アクセス
- 羽貫駅より徒歩8分。